# Huang Fu
Huang Fu (黄郛; 1880-6 de diciembre de 1936) fue un político y general de a comienzos de la República de China, ocupo el cargo de presidente y primer ministro de la República de China entre noviembre de 1924.

## Comienzos
Nació en Hangzhou, estudió en la Academia Militar de Zhejiang y en la Academia Qiushi (actual Universidad de Zhejiang), y luego viajó a Japón. Entonces entra en contacto con el Tongmenghui y regresa a China. Durante la Revolución de Xinhai, él y Chen Qimei declararon Shanghái independiente y se convirtieron en hermanos de sangre de Chiang Kai-shek (Wade-Giles, Chiang Kai-shek). 
Debió huir luego de la fallida Segunda Revolución en 1913 contra Yuan Shikai. Regresó al país tras la muerte de Yuan y representó al gobierno militar de Zhejiang en Pekín. Cuando Sun Yat-sen ordenó a los miembros del Guomindang (Wade-Giles, Kuomintang) jurarle lealtad personal, Huang se negó a hacerlo y lo abandonó.
Apoyó la entrada de China en la Primera Guerra Mundial esperando que el conflicto sirviese para reconquistar territorios perdidos. Trabajó con el presidente Xu Shichang como diplomático, escribió junto a él libros sobre economía y asuntos exteriores. Fue parte de la delegación china en la Conferencia Naval de Washington que aseguró el mayor triunfo diplomático del gobierno de Beiyang, la recuperación de Shandong.

## Presidente en funciones y acercamiento al Guomindang
Tras el derrocamiento de Cao Kun en 1924 en el golpe de Pekín fue nombrado presidente en funciones de la República de China, a petición de Feng Yuxiang. Declaró que el gobierno de Cao había sido ilegal debido a que lo obtuvo a través de sobornos, y también repudió el acuerdo que permitía a Puyi vivir en la Ciudad Prohibida.
Participó en la victoria sobre Feng Yuxiang y Yan Xishan de la facción de Chiang Kai-shek en el Kuomintang y que fue causa principal del colapso del régimen de Wang Jingwei en Wuhan. Posteriormente ocupó otros cargos durante la década de Nankín incluyendo el de alcalde de Shanghái, ministro de Asuntos Exteriores y presidente del Consejo Político del Norte de China. A pesar de sus fuertes lazos con Chiang, nunca regresó al Kuomintang y no quiso asociarse con otros políticos que se unieron a él durante y después de la Expedición del Norte. 
En 1933 firmó el impopular Armisticio de Tanggu que cedió a Chahar, Rehe y parte de Hebei a los Estados títeres japoneses en China. Al igual que Jiang, Huang creyó que los comunistas eran una amenaza mayor que los japoneses.
| Predecesor: Cao Kun     | Presidente de la República de China (en funciones) 1924 | Sucesor: Duan Qirui |
| Predecesor: Yan Huiqing | Primer ministro de la República de China 1924           | Sucesor: Xu Shiying |

- Datos: Q712780
- Multimedia: Huang Fu / Q712780